# Pietramontecorvino
Pietramontecorvino – miejscowość i gmina we Włoszech, w regionie Apulia, w prowincji Foggia.
Według danych na rok 2004 gminę zamieszkiwało 2970 osób, 41,8 os./km².
W Pietramontecorvino urodził się sekretarz Kongregacji Spraw Kanonizacyjnych abp Michele Di Ruberto.